# Копылиха (Гороховецкий район)
Копылиха — упразднённая деревня в Гороховецком районе Владимирской области России.

## География
Урочище находится в восточной части области, в зоне хвойно-широколиственных лесов, к югу от реки Клязьмы, при железнодорожной линии Ковров-Нижний Новгород, на расстоянии 4 километров (по прямой) к юго-востоку от города Гороховец, административного центра района.

### Климат
Климат характеризуется как умеренно континентальный. Средняя температура воздуха самого холодного месяца (января) — −11,2 °C (абсолютный минимум — −45 °С), средняя температура воздуха самого тёплого месяца (июля) — +18,4 °С (абсолютный максимум — +38 °С). Безморозный период длится около 139 дней. Годовое количество атмосферных осадков составляет около 556 мм, из которых 387 мм выпадает в период с апреля по октябрь. Снежный покров держится в среднем около 149 дней.

## История
В «Списке населенных мест Владимирской губернии по сведениям 1859 года» населённый пункт упомянут как казённая деревня Гороховецкого уезда, расположенная в 8 верстах от уездного города. В деревне насчитывалось 7 дворов и проживало 18 человек (8 мужчин и 10 женщин).
По состоянию на 1905 год, в Копылихе имелось 5 дворов и проживал 21 человек. В административном отношении деревня входила в состав Красносельской волости.
По данным 1926 года, в деревне имелось 5 крестьянских хозяйств и проживало 26 человек (12 мужчин и 14 женщин). Являлась частью Светильновского сельсовета Гороховецкой волости Вязниковского уезда.
На момент упразднения входила в состав Великовского сельсовета Гороховецкого района. Упразднена решением облисполкома № 773 от 26 июня 1974 года как фактически не существующая.